# Formosatettix larvatus
Formosatettix larvatus är en insektsart som beskrevs av Bei-bienko 1951. Formosatettix larvatus ingår i släktet Formosatettix och familjen torngräshoppor. Inga underarter finns listade i Catalogue of Life.